# Actias witti
Actias witti is een vlinder uit de onderfamilie Saturniinae van de familie nachtpauwogen (Saturniidae). De wetenschappelijke naam van de soort is voor het eerst geldig gepubliceerd door Ronald Brechlin in 2007.

## Type
- holotype: "male, 26-27.VIII.2001. leg. Jan-Peter Rudloff. GU 652-07 CRBP"
- instituut: MWM München, Duitsland, later overgebracht naar ZSM, München, Duitsland
- typelocatie: "Vietnam, Plato Tay Nguyen, Mt. Ngoc Linh, 15°02'N, 107°59E, 900-1400 m"